# Курозвенч
Курозвенч (пол. Kurozwęcz) — село в Польщі, у гміні Свешино Кошалінського повіту Західнопоморського воєводства.
У 1975-1998 роках село належало до Кошалінського воєводства.